# The Kalin Twins
The Kalin Twins — британский дуэт братьев-близнецов Харольда «Хала» Калина (1934—2005) и Херберта «Херби» Калина (1934—2006). Поклонники также называли их «Хал и Херби» (англ. Hal and Herbie).
The Kalin Twins считаются классическим примером появившегося уже позже выражения «синдром одного хита». В 1958 году их песня «When» пользовалась бешеной популярностью, пять недель возглавляя британский национальный чарт, но так и осталась самым большим успехом дуэта за всю карьеру.

## История
Харольд и Херберт Калин родились 16 февраля 1934 года в городе Порт-Джервис, Нью-Йорк, США. Позже их семья переехала в Вашингтон.
В 1958 году братья начали сотрудничество с Клинтом Баллардом-младшим, известным в то время поэтом-песенником, записав несколько демо-композиций.
Тем не менее, авторами «When» — самой известной песни дуэта — стали Пол Эванс и Джек Риардон. Сингл имел грандиозный успех. В течение пяти недель он возглавлял британский национальный чарт, а затем остался в хит-параде ещё на 13 недель. Братья Калин стали первым дуэтом близнецов, которому удалось достичь первой позиции в британском чарте (через двадцать лет их успех повторила группа The Proclaimers).
Свой единственный концертный тур по Великобритании The Kalin Twins провели в том же году при поддержке Клиффа Ричарда. Второй сингл «Forget Me Not», вышедший вскоре после «When», остался практически незамеченным, однако в американском хит-параде он смог достичь 12-го места.
В 1959 году несколько синглов братьев вновь попали в чарты, однако не смогли достичь высоких позиций. Все последующие песни и альбомы The Kalin Twins не получили широкого распространения и практически не имели успеха у публики.
В конце концов, в 1966 году Харольд и Херберт оставили сцену. Они получили высшее образование и устроились на повседневную работу, не связанную с искусством.
The Kalin Twins исчезли с экранов почти на 11 лет — до тех пор, пока в 1977 году один из их общих знакомых не попросил братьев выступить на открытии своего ночного клуба. Харольд и Херберт решили возобновить певческую карьеру и даже записали две новые песни (теперь они выступали вместе с младшим братом Джеком, сохранив при этом оригинальное название дуэта). Однако в 1979 году группа вновь приостановила свою музыкальную деятельность.
Второе кратковременное воссоединение дуэта произошло в 1989 году. Тогда Клифф Ричард пригласил их принять участие в своём концерте, который проходил на стадионе «Уэмбли» и был посвящён культуре 1950-х годов.
Харольд Калин скончался 24 августа 2005 года вследствие травм, полученных при автокатастрофе. У него осталась жена и четверо детей: дочери Сьюзан и Келли и сыновья Бадди и Джонатан.
Херберт Калин пережил брата всего на год. Он умер 21 июля 2006 года от инфаркта миокарда.
25 июля 2019 года журнал «The New York Times» включил The Kalin Twins в список артистов, некоторые записи которых были уничтожены во время пожара на студии «Universal» в 2008 году.

## Дискография
- «Jumpin' Jack» («Walkin' To School») — (1958) — Decca Records
- «Three O’Clock Thrill» («When») — (1958) — Billboard Hot 100 #5 Decca Records — UK Singles Chart #1 Brunswick Records
- «Forget Me Not» («Dream Of Me») — (1958) — Billboard Hot 100 #12 Decca Records
- «It’s Only The Beginning» («Oh! My Goodness») — (1959)
- «When I Look In The Mirror» («Cool») — (1959)
- «Sugar Lips» («Moody») — (1959)
- «Why Don’t You Believe Me» («The Meaning Of The Blues») — (1959)
- «Chicken Thief» («Loneliness») — (1960)
- «Blue, Blue Town» («True To You») — (1960)
- «Zing! Went The Strings Of My Heart» («No Money Can Buy») — (1960)
- «Momma-Poppa» («You Mean The World To Me») — (1961)
- «Bubbles (I’m Forever Blowing Bubbles)» («One More Time») — (1961)
- «A Picture Of You» («Trouble») — (1962)
- «Sometimes It Comes, Sometimes It Goes» («Thinkin' About You Baby») — (1966) — Amy Records
- «Silver Seagull» — (1978)
- «American Eagle» («When (Disco Version)») — (1979) — Octember Records